# Erionite-Na
La erionite-Na è un minerale.

## Etimologia
Il nome deriva dal greco ἕριον, èrion, cioè lana, sia per il colore bianco che per l'aspetto arricciato e lanoso dei cristalli.